# Drosera peltata
Drosera peltata este o specie de plante carnivore din genul Drosera, familia Droseraceae, ordinul Caryophyllales, descrisă de Carl Peter Thunberg. A fost clasificată de IUCN ca specie cu risc scăzut.
Este endemică în:
- Assam.
- Manipur.
- Meghalaya.
- Mizoram.
- Nagaland.
- Tripura.
- Bangladesh.
- Brunei.
- Kalimantan.
- Sabah.
- Sarawak.
- Chongqing.
- Guizhou.
- Hubei.
- Sichuan.
- Yunnan.
- Hainan.
- Nei Mongol.
- Ningxia.
- Heilongjiang.
- Jilin.
- Liaoning.
- Beijing.
- Gansu.
- Hebei.
- Shaanxi.
- Shandong.
- Shanxi.
- Tianjin.
- Qinghai.
- Anhui.
- Fujian.
- Guangdong.
- Guangxi.
- Henan.
- Hong Kong.
- Hunan.
- Jiangsu.
- Jiangxi.
- Kin-Men.
- Macau.
- Shanghai.
- Zhejiang.
- Tibet.
- Xinjiang.
- Cocos (Keeling) Is..
- Arunachal Pradesh.
- Bhutan.
- Darjiling.
- Sikkim.
- Andhra Pradesh.
- Bihar.
- Chandigarh.
- Dadra-Nagar-Haveli.
- Delhi.
- Diu.
- Daman.
- Goa.
- Gujarat.
- Haryana.
- Jharkhand.
- Kerala.
- Karaikal.
- Karnataka.
- Madhya Pradesh.
- Maharashtra.
- Orissa.
- Pondicherry.
- Punjab.
- Rajasthan.
- Tamil Nadu.
- Uttar Pradesh.
- West Bengal.
- Yanam.
- Hokkaido.
- Honshu.
- Kyushu.
- Shikoku.
- Jawa.
- Kazan-retto.
- Bali.
- East Timor.
- Lesser Sunda Is..
- Peninsular Malaysia.
- Singapore.
- Maluku.
- Nepal.
- Lord Howe I..
- Norfolk I..
- Nansei-shoto.
- New South Wales.
- Northern Territory.
- Irian Jaya.
- Papua New Guinea.
- New Zealand North.
- New Zealand South.
- Ogasawara-shoto.
- Philippines.
- Coral Sea Is. Territory.
- Queensland.
- South Australia.
- Sri Lanka.
- Sulawesi.
- Sumatera.
- Taiwan.
- Tasmania.
- Thailand.
- Victoria.
- Ashmore-Cartier Is..
- Western Australia.
- Christmas I..

## Subspecii
Această specie cuprinde următoarele subspecii:
- D. p. auriculata
- D. p. peltata

## Galerie

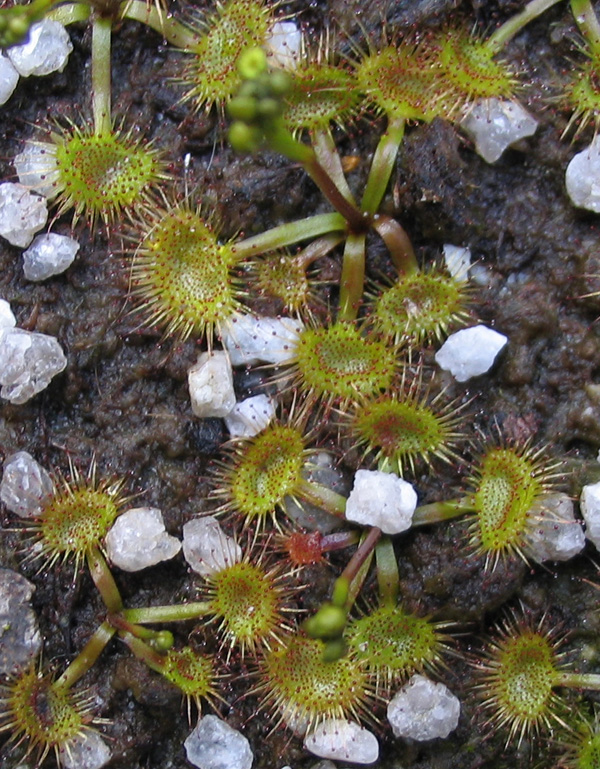
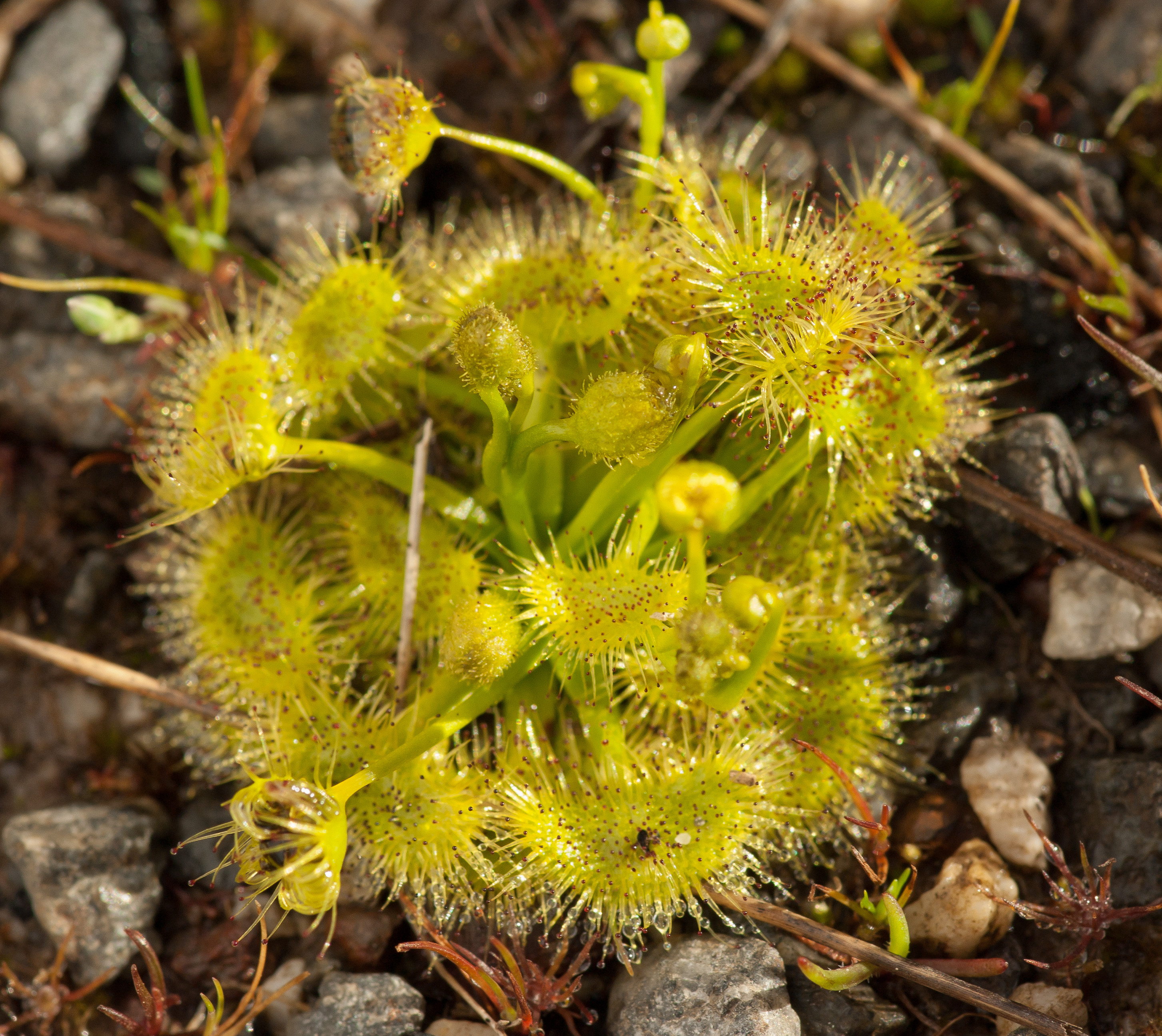
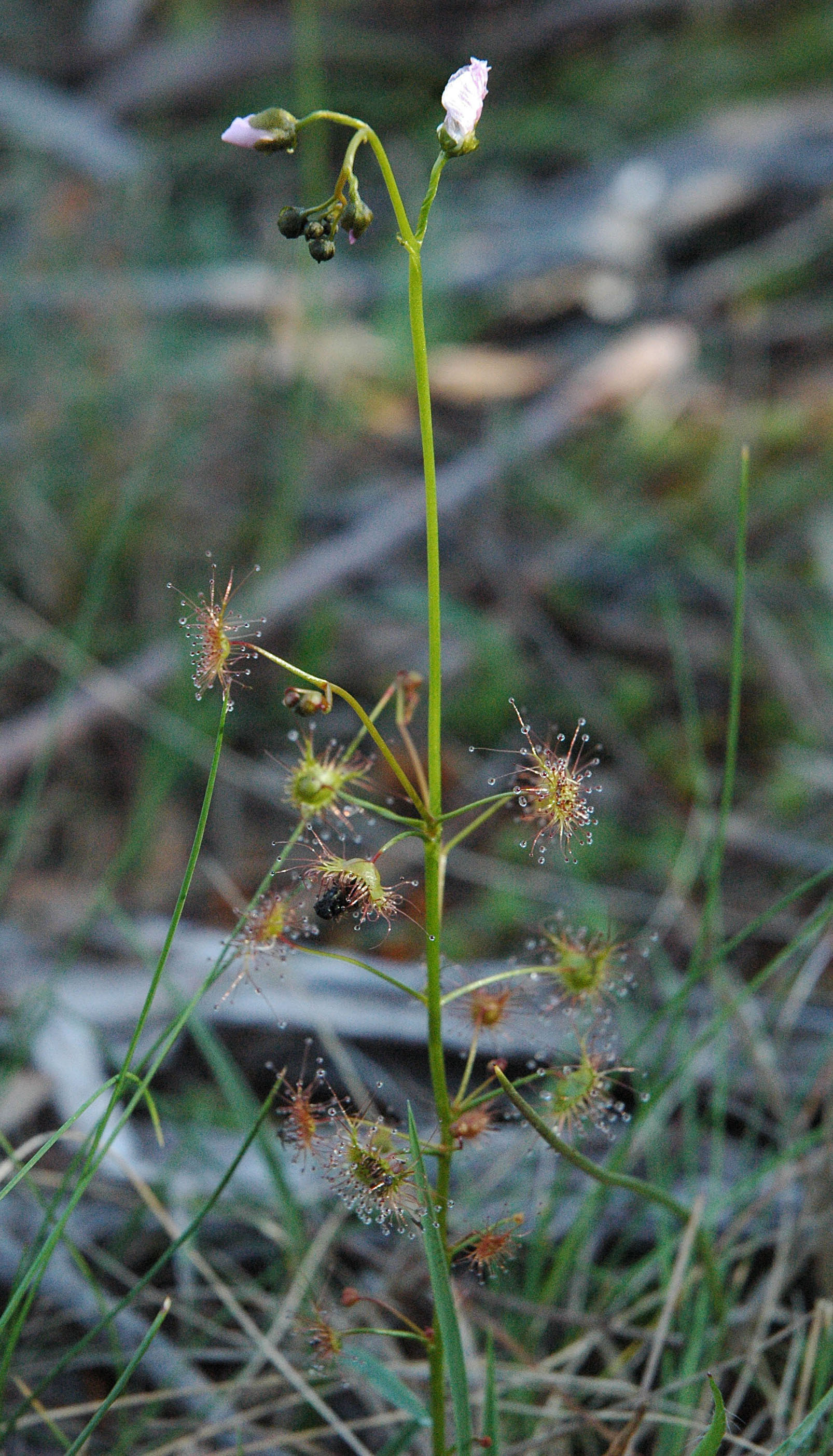